# كالب أسترالي
الكالِب الأستراليّ أو فقط الكالِب هو كلب راعي أسترالي قادر على جمع وسَوق القطيع بقليل من التوجيه أو بدون توجيه.

## طالع المزيد
- تربية الأغنام

- قائمة سلالات الكلاب

- كلب المراعي الأسترالي